# Безепс
Безепс — река в России, протекает по Северскому району Краснодарского края. Длина реки — 34 км, площадь водосборного бассейна — 128 км².
Начинается на восточном склоне горы Безепс. Сначала течёт на восток, потом меняет направление течения на северо-восточное. Протекает через населённый пункт Мирный, затем направляется на север, а в низовьях — вновь на северо-восток. Течёт по залесенным горам. Устье реки находится в 34 км по левому берегу реки Шебш напротив станицы Ставропольской на высоте 40,6 метра над уровнем моря.
Основные притоки — Каменный Яр (лв), Худякова Щель (лв), Шабановский Ерик (пр).

## Данные водного реестра
По данным государственного водного реестра России относится к Кубанскому бассейновому округу, водохозяйственный участок реки — Афипс, в том числе Шапсугское водохранилище. Речной бассейн реки — Кубань.
Код объекта в государственном водном реестре — 06020001512108100005611.